# Онихорексис
Onychorrhexis (от гръцките думи ὄνυχο – „нокът“ и ῥῆξις – „напукващ се“), известно също като крехки нокти, е заболяване, водещо до счупване на ноктите на пръстите или на краката, което може да е резултат от прекомерно излагане на сапун и вода, лакочистител, хипотиреоидизъм, анемия, анорексия нервоза или булимия, или след перорална ретиноидна терапия. Заболяването засяга около 20% от населението.